# Ghardaïa
Ghardaïa (en àrab غرداية, Ḡardāya; en amazic mozabita ) és un oasi i una ciutat d'Algèria capital de la província de Ghardaïa. Té una població estimada de 104.645 habitants (2005). És el centre de la vall de Mzab (M'zab), i centre dels ibadites del país. La vall ha estat declarada Patrimoni de la Humanitat. És famosa per les seves estores, amb figures geomètriques en blanc i negre. La ciutat té un aeroport conegut com a aeroport de Ghardaïa, però oficialment Noumérat-Moufdi Zakaria Airport. Fou afectada per inundacions el 2008.

## Història
Fou fundada el 1053 després de la fundació d'altres ciutats de la rodalia pels ibadites (al-Taeuf o al-Ati el 1016, Bou Noura o Bu Nura, Beni Isguen o Isgen, i Melika). Els ibadites s'estaven retirant de Sedrata, al sud de l'oasi d'Ouargla, on s'havien refugiat després de la destrucció de la seva capital, Tiaret (Tahart), pels fatimites l'any 909. La seva activitat fou principalment comercial, ja que l'agricultura hi era molt escassa per manca d'aigua. La població va restar aferrada a les seves creences ibadites i al seu dialecte amazic (el mozabita). A la ciutat, van arribar ibadites de molts altres llocs. Jueus de Gerba s'hi van traslladar al segle xiv i més tard hi van arribar jueus d'altres llocs. Emigrants de Ghardaïa van fundar Guerara el 1631 i Berrian el 1679, entre 50 i 100 km al nord i nord-est.
El 1853, Ghardaïa i tot el Mzab es va sotmetre a França. L'ocupació efectiva es va fer el 1882. El 1957, va arribar als 16.000 habitants, amb un miler d'àrabs i un miler de jueus. Sota domini francès, fou capçalera administrativa del cercle de Mzab.

## Galeria

Vista panoràmica
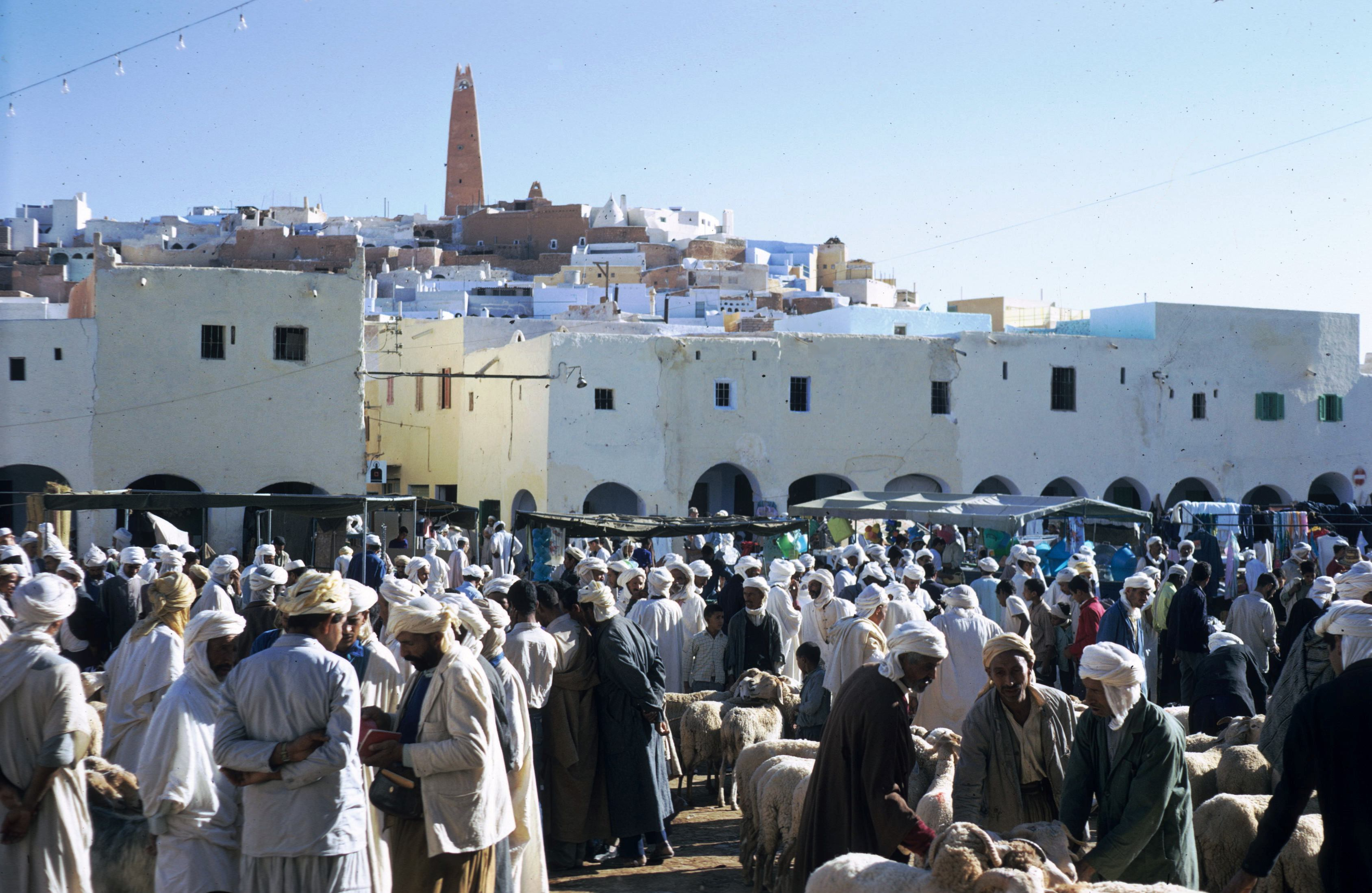
Mercat a Ghardaïa (1971)
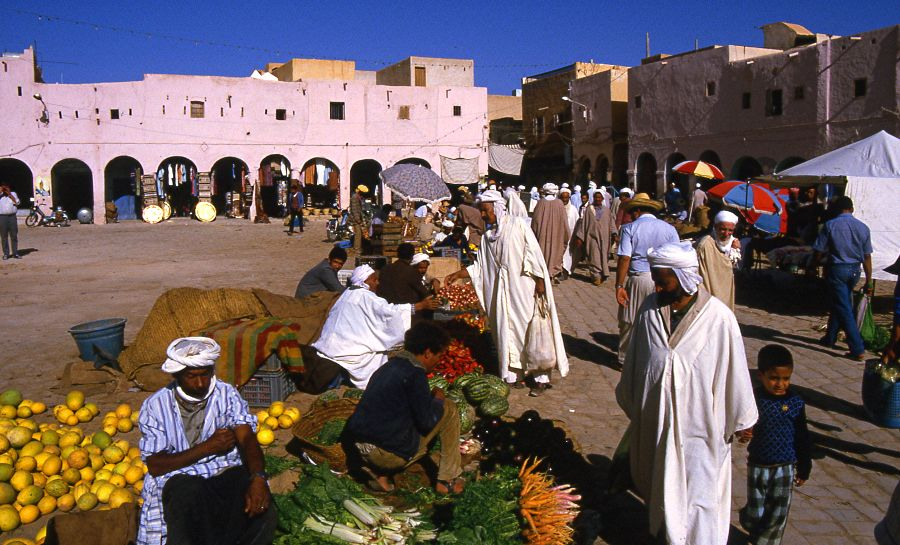
Mercat a Ghardaïa
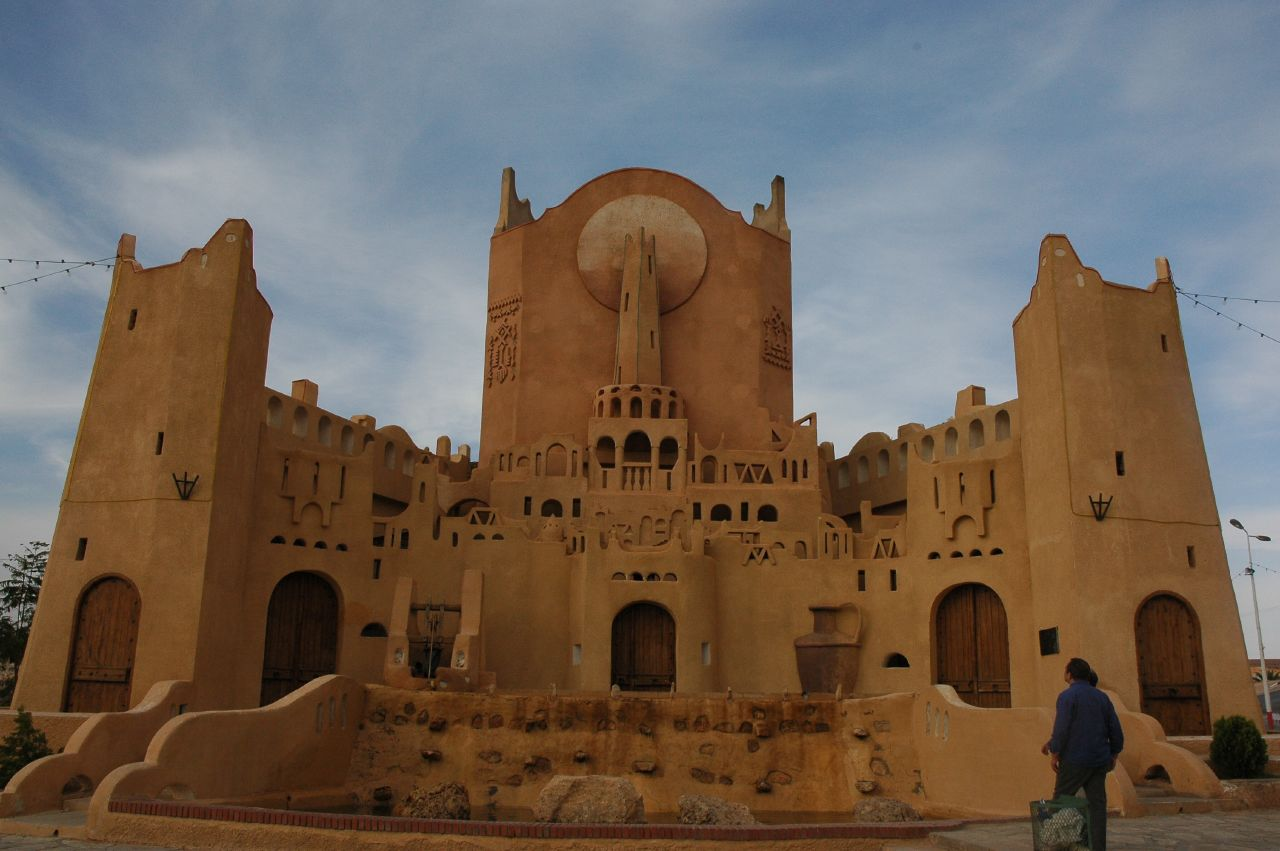
Arquitectura tradicional
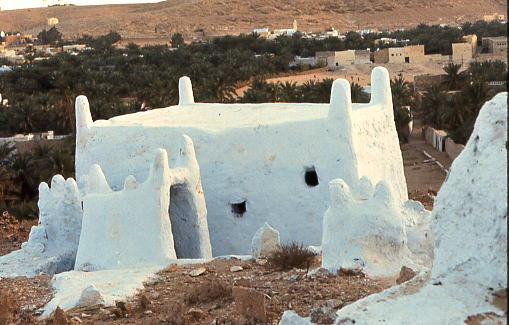
Mausoleu del xeic Sidi Aissa (1971)
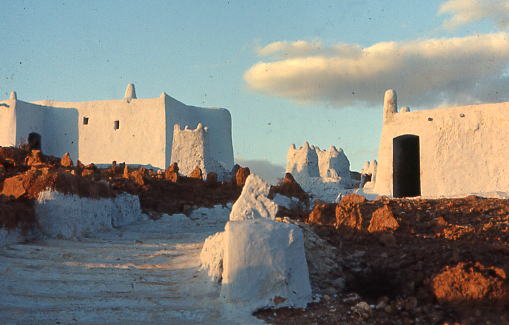
Mesquita